# Gilbert de Umfraville (Adliger, † 1175)
Gilbert de Umfraville († 1175) war ein anglo-schottischer Adliger.
Gilbert de Umfraville entstammte der anglo-schottischen Adelsfamilie Umfraville. Er war wahrscheinlich ein jüngerer Sohn von Robert I de Umfraville. Während sein älterer Bruder Odinel de Umfraville zwar auch in Schottland, aber vor allem in Nordengland tätig war, verbrachte Gilbert sein Leben hauptsächlich in Schottland. Um 1140 diente er als Constable für Heinrich von Schottland, dem ältesten überlebenden Sohn von König David I. Nach Heinrichs Tod 1152 diente er dessen jüngerem Sohn Wilhelm weiter als Constable. Sowohl für Heinrich, Wilhelm und Heinrichs ältesten Sohn König Malcolm IV. bezeugte Umfraville zahlreiche Urkunden. 1159 begleitete er Malcolm, als dieser als König nach Frankreich reiste. Daneben bezeugte er auch drei Urkunden in Northumberland, davon zwei zusammen mit seinem älteren Bruder Odinel. Nach dessen Tod um 1166 erbte er dessen nordenglische Herrschaft Prudhoe, doch er lebte hauptsächlich weiter auf seinen schottischen Gütern. Sein Erbe wurde sein Sohn Odinel II de Umfraville, der allerdings schon während des schottischen Überfalls auf Nordengland 1173 auf englischer Seite kämpfte. Daraufhin wurden Gilberts Burgen in Northumberland von den Schotten angegriffen.